# Carsten Schoor
Carsten Schoor (* 27. Mai 1989 in Koblenz) ist ein deutscher Squashspieler.

## Werdegang
Carsten Schoor begann im Schängel Squash Club Koblenz mit Squash, wo er unter anderem mit seinem Bruder Jens Schoor, der ebenfalls auf der Profitour aktiv ist, trainierte. In seiner Zeit bei den Junioren wurde er mehrfach Deutscher Vizemeister und gewann 2003 die Deutsche Jugendmannschaftsmeisterschaft. Mit der Junioren-Nationalmannschaft wurde er außerdem mehrfach Vize-Europameister. Im Alter von 16 Jahren wechselte er zum Erstligisten Black&White RC Worms, für den er heute noch in der höchsten deutschen Squash-Liga als Kapitän aktiv ist. Mit dem Verein gewann er 2012 die European Squash Club Championships. Seine höchste nationale Platzierung war Rang sechs, in der Weltrangliste konnte er als beste Platzierung Rang 245 im Juni 2014 erreichen. 2014 wurde er für die Mannschaftseuropameisterschaft erstmals in die deutsche Nationalmannschaft berufen und gehörte auch 2015 zum Kader.
Carsten Schoor hat Abitur und war als Sportsoldat Mitglied der Sportfördergruppe der Bundeswehr.

## Erfolge
- Europapokalsieger mit dem Black&White RC Worms: 4 Titel (2012–2015)
- Deutscher Mannschaftsmeister mit dem Black&White RC Worms: 2011, 2013
- Deutscher Doppelmeister: 2012 und 2017 (mit Tim Weber)